# اوبلیکس

اوبلیکس در حال حمل سنگ

اوبلیکس (به فرانسوی: Obélix) یک انسان فوق‌قوی در سری انیمه‌های آستریکس است. او بهترین دوست آستریکس است و حتی در یک روز متولد شده‌اند و در زمانی که رومی‌ها به آنها حمله نمی‌کنند به تحویل سنگ می‌پردازد.
او در کودکی در دیگ قدرت جادویی افتاده، بنابراین قدرت در وجود او ابدی شده‌اشت.او در غذا خوردن عاشق گراز است.